# Scopula graeseri
Scopula graeseri är en fjärilsart som beskrevs av Louis Beethoven Prout 1935. Scopula graeseri ingår i släktet Scopula och familjen mätare. Inga underarter finns listade.